# Enoicyla pusilla
Enoicyla pusilla är en nattsländeart som först beskrevs av Hermann Burmeister 1839.  Enoicyla pusilla ingår i släktet Enoicyla och familjen husmasknattsländor. Inga underarter finns listade i Catalogue of Life.

## Bildgalleri

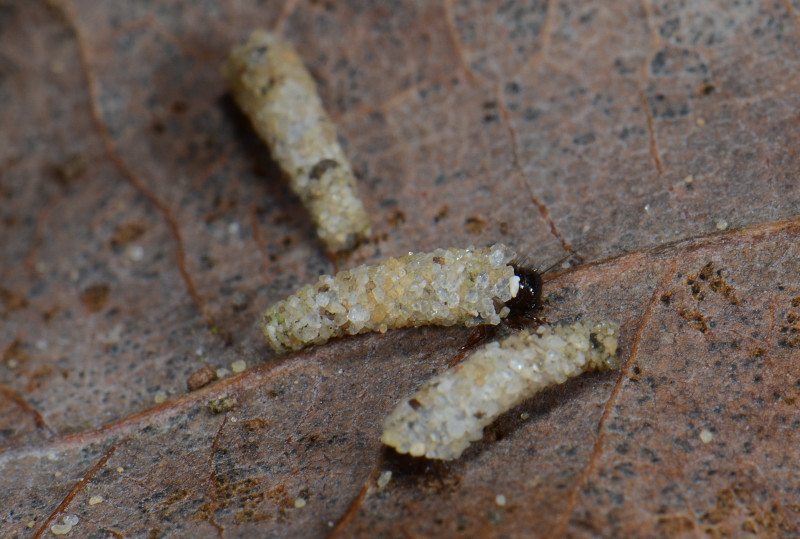
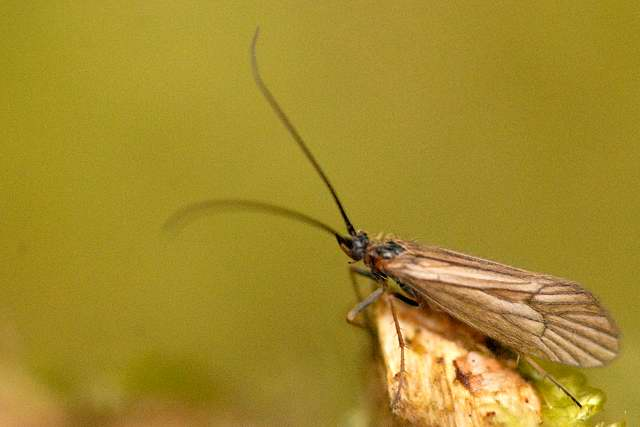
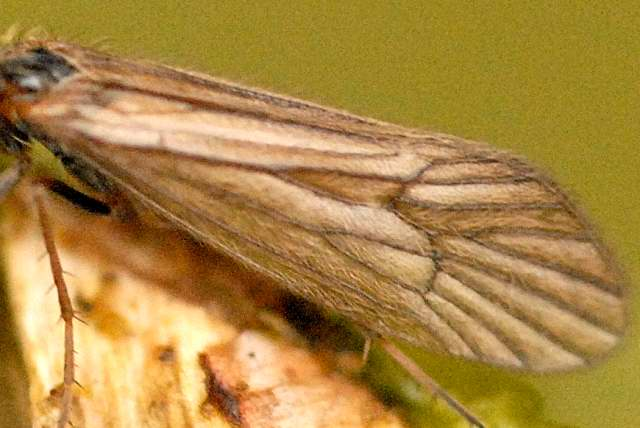